# Mariage homosexuel au Liechtenstein

Le statut juridique des couples composés de personnes du même sexe en Europe :
Mariage homosexuel reconnu
Union civile homosexuelle reconnue
Concubinage homosexuel reconnu
Mariage homosexuel conclu à l’étranger reconnu
Mariage homosexuel non reconnu
Mariage homosexuel interdit par la constitution

Le Liechtenstein reconnait le mariage homosexuel à partir du 1er janvier 2025. Adoptée le 16 mai 2024, la loi l'autorisant remplace alors les partenariats enregistrés (allemand : eingetragene Partnerschaft), légaux dans le pays depuis le 1er septembre 2011. 

## Histoire

### Partenariats enregistrés
Le 19 novembre 2001, le député Paul Vogt (du parti Liste libre) a présenté au Landtag une initiative de partenariat enregistré entre personne de même sexe, qui, après de longues discussions, l'a renvoyée au Cabinet pour avis. L'objectif de réduction de la discrimination n'est pas contesté ; le type de reconnaissance et le moment choisi par rapport aux pays voisins ont plutôt été discutés. Le 15 avril 2003, le Cabinet a publié sa position sur la question ; elle a comparé la situation juridique du Liechtenstein avec les pays européens avec reconnaissance des couples de même sexe (par exemple l'Allemagne a introduit le mariage entre personne de même sexe), mais aussi avec l'Autriche et la Suisse voisines, qui n’avaient pas de reconnaissance légale des couples de même sexe à l’époque. Le Cabinet ne voyant aucun besoin urgent et préférant attendre les développements en Autriche et plus particulièrement en Suisse, il recommanda son rejet. Le 14 mai 2003, le Landtag a débattu et rejeté l’initiative. 
Le 17 septembre 2007, Amnesty International Liechtenstein a présenté une pétition demandant la reconnaissance juridique des couples de même sexe. Free List a ensuite présenté au Landtag une motion demandant au Cabinet de présenter une loi sur le partenariat enregistré similaire à celle adoptée par la Suisse le 24 octobre 2007, avec 19 représentants votant pour et 6 contre,. 
a. Membre de la coalition FBP-VU sous le Premier ministre Otmar Hasler .
En décembre 2009, la ministre de la Justice, Aurelia Frick, a annoncé qu'elle présenterait un projet de loi sur le partenariat enregistré en janvier 2010,. Le projet a été présenté en avril 2010,,. À la fin de la période de consultation du projet de loi, le 16 juillet, quelques points ont été amendés à la suite de la discussion. 
La Loi sur le Partenariat Enregistré (allemand : Lebenspartnerschaftsgesetz) a été décrite comme très similaire à la loi autrichienne adoptée à l'automne 2009. En août 2010, le prince Alois a déclaré appuyer le projet de loi. Le 23 novembre 2010, le Cabinet a formulé la version finale du projet de loi qui a été approuvée par le Parlement en première lecture le 16 décembre 2010. Il a été adopté en deuxième lecture le 16 mars 2011 et publié le 21 mars de la même année,. 
a. Membre de la coalition VU-FBP dirigée par le Premier ministre Klaus Tschütscher .
b. A servi de suppléant à Günther Kranz lors de la séance de l'après-midi.

#### Référendum
Un groupe appelé Vox Populi (La voix du peuple) a annoncé son intention d’imposer un référendum sur la question. Selon la Constitution, l'organisation avait jusqu'au 21 avril (30 jours) pour recueillir au moins 1 000 signatures. Alors que les signatures nécessaires étaient réunies (1 208 signatures valables), un référendum s'est tenu du 17 au 19 juin 2011,. La loi sur le mariage homosexuel a été approuvée par 68,8% des votants et est donc entrée en vigueur le 1er septembre 2011,.

#### Nom de famille
En 2016, le Cabinet a réformé la loi sur les noms de famille. Les partenaires enregistrés sont désormais autorisés à avoir un nom de famille commun; Cependant, il est simplement appelé nom par opposition à nom de famille pour les couples mariés, gardant ainsi une distinction. La réforme a été discutée au Landtag le 4 mars 2016 en première lecture et approuvée en deuxième lecture finale le 31 août 2016 Il a été publié au journal officiel le 3 novembre 2016 et est entré en vigueur le 1er janvier 2017 
a. Membre de la coalition FBP-VU sous le Premier ministre Adrian Hasler .
b. A servi de suppléant à Christoph Beck.
c. A servi de suppléant à Erich Hasler.
d. A servi de suppléant à Wolfgang Marxer .

#### Statistiques
Onze partenariats enregistrés ont été conclus au cours des deux premières années suivant l'entrée en vigueur de la loi. Cela représentait 2,7 % de toutes les unions célébrées au cours de ces deux années. 8 partenariats ont été conclus entre des couples d'hommes et 3 entre des couples de femmes.

### Mariage homosexuel
En juin 2017, la ministre de la Justice, Aurelia Frick, se dit ouverte à un débat public sur la légalisation du mariage homosexuel. Le député Daniel Seger (Parti des citoyens progressistes), qui a participé à la rédaction de la loi sur les partenariats, apporte son soutien à la légalisation du mariage homosexuel en Allemagne et espére alors que le Liechtenstein fera de même. 
La légalisation par le voisin Suisse du mariage homosexuel, par la suite approuvée par référendum en septembre 2021, remet le sujet à l'ordre du jour lors des élections législatives de février 2021,. Plus de 80 % des candidats aux législatives se déclarent ainsi favorable à la légalisation, bien que les dirigeants des partis se montrent plus mesurés en le jugeant « pas prioritaire ». Au cours d'une interview, le Prince Hans-Adam II se déclare lui aussi favorable à la légalisation du mariage, mais opposé à celle de l'adoption homoparentale,. Les élections voient la victoire de l'Union patriotique (VU) et du Parti progressiste des citoyens (FBP), qui reconduisent leur coalition centenaire par un accord qui contient notamment un engagement à « améliorer la situation légale des familles non traditionnelles ». Le journal Liechtensteiner Vaterland rapporte qu'il existe alors une « solide majorité » en faveur de la légalisation au Landtag.
Le 29 septembre 2021, un débat au Landtag voit une large majorité des députés s'accorder sur l'idée d'une légalisation, mais seulement après une période de consultation publique. Interrogé sur la question, le prince Alois, qui assure la régence de son père, déclare quant à lui que le mariage homosexuel « n'est pas un problème ».
Plus d'un an plus tard, le 21 septembre 2022, 15 des 25 membres du Landtag introduisent une motion chargeant le gouvernement de présenter un projet de loi sur l'« ouverture au mariage pour tous ». Parmi les proposants figurent les dix députés du FBP, deux des dix députés de la VU, et les trois députés de la FL,,. Le 2 novembre 2022, la motion est votée par 23 voix pour et 2 contre,,,,.
Mis à l'ordre du jour lors de la session parlementaire de novembre, le projet de loi est voté par 24 voix contre 1 en première lecture le 8 mars 2024,,, puis votée en dernière lecture le 16 mai suivant, à la même majorité. La légalisation entre en vigueur le 1er janvier 2025, avec une transformation automatique en mariage des partenariats civils réservés aux couples homosexuels,,,.

## Opinion publique
En juin 2017, à la suite de l'approbation d'une loi sur le mariage homosexuel par le Bundestag allemand, le Liechtensteiner Vaterland a commandé un sondage en ligne non scientifique dans lequel il demandait à ses lecteurs s'ils soutenaient ou s'opposaient à la légalisation de tels mariages au Liechtenstein. 55 % ont répondu «oui et le plus rapidement possible» et 14 % ont répondu «oui» mais étaient opposés ou avaient des difficultés à soutenir les adoptions par les couples de même sexe. 27 % étaient opposés au mariage entre personnes de même sexe, tandis que 4 % restaient indécis ou indifférents.